# Piława
För orten nära Warszawa, se Pilawa. För floden, se Piława (flod). För andra betydelser, se Pilawa (olika betydelser).

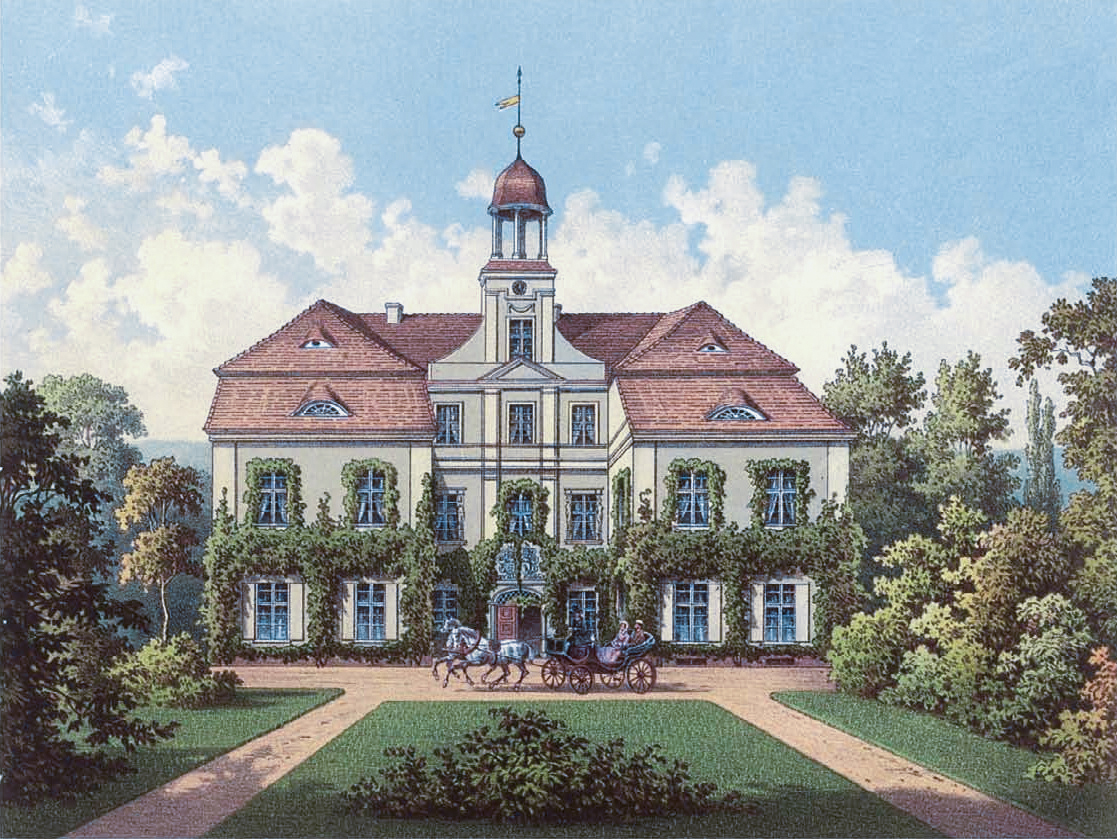
Schloss Nieder-Peilau.

Piława (tyska Peilau) är ett område omkring floden med samma namn i distriktet Powiat dzierżoniowski i Nedre Schlesiens vojvodskap i sydvästra Polen, öster om staden Dzierżoniów. Området utgörs av flera byar och andra småorter. Området kallades Peilaudörfer ("Peilaubyarna") på tyska. 
Området indelas idag administrativt i
- Piława Górnas stad och
- Dzierżonióws landskommun, där bland annat byn Piława Dolna ingår.